# Arrondissement Verdun
Verdun is een arrondissement van het Franse departement Meuse in de regio Grand Est. De onderprefectuur is Verdun.

## Kantons
Het arrondissement was tot 2014 samengesteld uit de volgende kantons:
- Kanton Charny-sur-Meuse
- Kanton Clermont-en-Argonne
- Kanton Damvillers
- Kanton Dun-sur-Meuse
- Kanton Étain
- Kanton Fresnes-en-Woëvre
- Kanton Montfaucon-d'Argonne
- Kanton Montmédy
- Kanton Souilly
- Kanton Spincourt
- Kanton Stenay
- Kanton Varennes-en-Argonne
- Kanton Verdun-Centre
- Kanton Verdun-Est
- Kanton Verdun-Ouest

Na de herindeling van de kantons bij decreet van 17 februari 2014, met uitwerking op 22 maart 2015, zijn dat:
- Kanton Belleville-sur-Meuse
- Kanton Bouligny
- Kanton Clermont-en-Argonne
- Kanton Dieue-sur-Meuse ( deel: 23/62 )
- Kanton Étain
- Kanton Montmédy
- Kanton Stenay
- Kanton Verdun-1
- Kanton Verdun-2

## Geschiedenis
Toen op 17 februari 1800 het departement Meuse werd gevormd werden de kantons Damvillers, Dun-sur-Meuse, Montfaucon-d'Argonne, Montmédy, Spincourt en Stenay deel van het tegelijk gevormde arrondissement Montmédy. Op 10 september 1926 werd dit assortiment opgeheven en bij het arrondissement Verdun gevoegd.